# Proflavin
Proflavin ist eine aromatische heterocyclische Verbindung. Bei Raumtemperatur liegt es als braun-grünes Pulver vor. Die Struktur von Proflavin basiert auf einem Acridin-Grundgerüst. Proflavin wird als Chlorid oder Hemisulfat vertrieben und findet Verwendung als Antiseptikum und Desinfektionsmittel.

## Eigenschaften
Der Schmelzpunkt von Proflavin liegt bei 285 °C. Es ist gut wasserlöslich, da in wässriger Lösung das heterocyclische Stickstoffatom protoniert wird. Dadurch liegt das Proflavin ionisch vor. Es zeigt in wässriger Lösung gelbe Fluoreszenz. Das Absorptionsmaximum von Proflavin liegt in wässriger Lösung und bei einem pH-Wert von 7 bei 450 nm.
In den Organismus eingebracht wirkt Proflavin als Interkalator in der DNA und ist daher potentiell mutagen.